# Cosimo Lotti
Cosimo Lotti ou Cosme Lotti, né vers 1570-1580 à Florence et mort le 24 décembre 1643 à Madrid, est un ingénieur, architecte et peintre de l'École florentine.

## Biographie
Cosimo Lotti naît vers 1570-1580 à Florence.
Sa carrière débute à Florence, où il est apprenti chez Bernardino Poccetti.
Il a une touche franche et une manière facile qui lui assure quelques succès dans la peinture; mais un goût naturel pour la mécanique le fait diriger vers un tout autre but ; il s'amuse à inventer des jeux hydrauliques et des automates non moins bizarres qu'ingénieux.
Cosimo Lotti est employé par le grand-duc Cosme II.
Il collabore avec Bernardo Buontalenti à la décoration en 1593 des jardins de Boboli et réalise plusieurs systèmes hydrauliques pour les jardins de la Villa di Pratolino et de Castello. Il conçoit les trophées qui ornent la façade du Palazzo Strozzi qui donne sur la Via Tornabuoni, et travaille sur des décors de scène, principalement avec le dramaturge Jacopo Cicognini (it) à la cour du grand duc Ferdinand Ier de Toscane.

### Espagne
En 1628, Philippe IV désirant ajouter un théâtre au palais du Buen Retiro, demande au duc de Toscane un artiste capable, non seulement de donner le plan et de diriger la construction de cet édifice, mais aussi d'inventer et de faire mouvoir les décorations et les machines nécessaires au représentations. Le grand-duc, après avoir consulté Giulio Parigi, architecte alors en grande réputation à Florence, choisit Cosimo Lotti, et lui propose de se rendre en Espagne, ce qu'il accepte, emportant avec lui quelques-unes de ses inventions.
Cosimo Lotti se rend à Madrid dans l'année, où il conçoit le jardin du Prado, sur le modèle des villas de Frascati, le jardin du Buen Retiro, son chef-d'œuvre, un théâtre démontable, dont les scènes peuvent être vues de l'appartement du roi en 1629, et le théâtre du château en 1637.
Cosimo Lotti meurt le 24 décembre 1643 à Madrid.